# Mogens Krag-Juel-Vind-Frijs

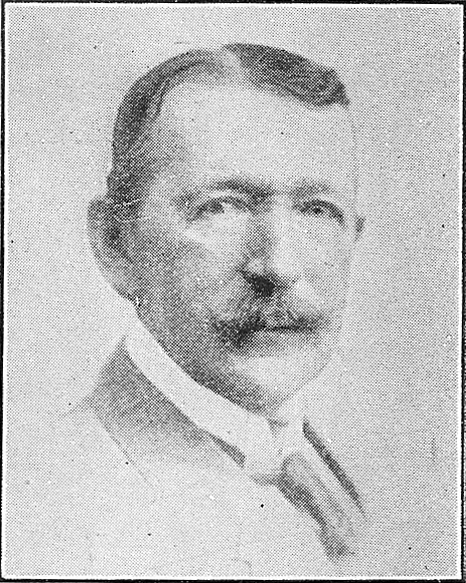
Mogens Krag-Juel-Vind-Frijs.

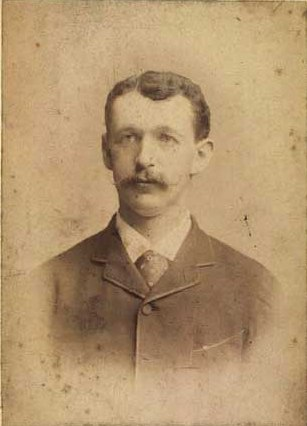
Mogens Krag-Juel-Vind-Frijs.

Mogens Christian Krag-Juel-Vind-Frijs (oftast kallad endast Frijs), född den 4 maj 1849, död den 22 maj 1923, var en dansk greve och politiker, son till Christian Emil Krag-Juel-Vind-Frijs.
Krag-Juel-Vind-Frijs invaldes 1880 i landstinget, där han sedan var en av godsägarnas ledande män; sedan 1900 var han ledare av det nya frikonservativa partiet och spelade som sådan i landstinget en betydelsefull roll i dansk politik. Hans strävanden åsyftade bildandet av ett konservativt mellanparti, för vilket han ville vinna även arrendatorsklassen, och han sökte bevara den av hans far 1866 åstadkomna författningsenliga maktfördelningen. 
För att upprätthålla samarbetet med vänstern sträckte han sig rätt långt och gick 1908 med på allmän kommunal rösträtt samt var 1909 beredd att bilda en samlingsministär för att genomföra försvarslagarna. Han förhandlade 1912 med Klaus Berntsen om författningsändring på grundval av landstingets bibehållande oförändrat, men då regeringen (i oktober samma år) framlade sina vittgående förslag till grundlagsändringar, uppträdde Krag-Juel-Vind-Frijs skarpt mot dem.
Han fortsatte sitt motstånd, tills landstingsvalen 1914 betydligt försvagat högern. Han deltog 1915 i bildandet av konservativa folkpartiet, men drog sig 1918 tillbaka från politisk verksamhet. 1882 hade han övertagit skötseln av grevskapet Frijsenborg och besatt därefter Danmarks största lantegendom, där han också dog några år efter att han lämnat politiken.